# Simone Aillaud
Simone Aillaud, née à Salon-de-Provence le 23 avril 1909 où elle est morte le 9 novembre 1987, est une peintre française.

## Biographie
Simone Aillaud était peintre de paysages et de marines, de natures mortes (trophées de chasse, bouquets de fleurs), scènes urbaines (La rue principale, mariage) et de genre. Ses tableaux étaient exposés dans des ateliers de la galeriste Katia Granoff à Cannes (Galerie 42, La Croisette ) et à Paris (Galerie Katia Granoff, place Beauvau, 9-25 janvier 1964). Pendant les années 1960 elle a également vendu des tableaux à la Boutique d'Art situé dans l'Hôtel Negresco sur la promenade des Anglais à Nice. Sa maison était au Boulevard Gambetta à Nice. Quelques œuvres de Simone Aillaud sont présentes dans des musées de France.

## Œuvres
- Vanneau Huppé. Nature morte, huile sure toile, 41 x 33 cm (6F). No. atelier 19. Collection privée, Amsterdam, Pays-Bas.
- Vers gap de Bruch, 1961. Paysage, huile sur panneau, 27 x 19 cm (3P). No. atelier 153.
- Bonhomme de neige. Huile sur toile, 41 x 33 cm (6F), Musée du château de Laval[3]
- Ville sous la neige. Huile sur panneau, 27 x 19 cm (3P). No. atelier 291.
- Paysage de Provence, (1965?). Huile sur panneau, 31 x 26 cm. No. atelier 367. Collection privée.
- L'épiceri. Huile sur toile, 24 x 17 cm, No. atelier 500.
- Le mariage. Huile sur panneau, 27 x 21 cm, no. d'atelier 579. Collection privée, Amsterdam, Pays-Bas.
- Mariage en Suisse, 1967. Huile sur papier, 23 x 27,5 cm. Musée du château de Laval[4]
- La rue principale. Scène urbaine, huile sur panneau, 22 x 16 cm (1F). Tampon atelier Katia Granoff, Cannes. Collection privée, Amsterdam, Pays-Bas.
- Le cortège village, huile sur panneau, 27 x 22 cm (3F). No. d'atelier 599. Collection privée, Amsterdam, Pays-Bas.
- Le chateau village, huile sur panneau, 27 x 16 cm (3M). No. d'atelier 601. Tampon atelier Katia Granoff, Cannes. Collection privée, Amsterdam, Pays-Bas.
- Village Suisse - Le Musée, huile sur panneau, 37,0 x 20,5 cm. No. atelier 606. Collection privée, Amsterdam, Pays-Bas.
- Vase avec des fleurs, huile sur panneau, 25,5 x 37,0 cm. Collection privée, Amsterdam, Pays-Bas.
- L'Esterel vu des hauts de Saint-Cassien, 1994. Huile sur panneau, 46 x 20 cm.